# Xã Perry, Quận Lake, Ohio
Xã Perry (tiếng Anh: Perry Township) là một xã thuộc quận Lake, tiểu bang Ohio, Hoa Kỳ. Năm 2010, dân số của xã này là 8.999 người.